# Palindromo

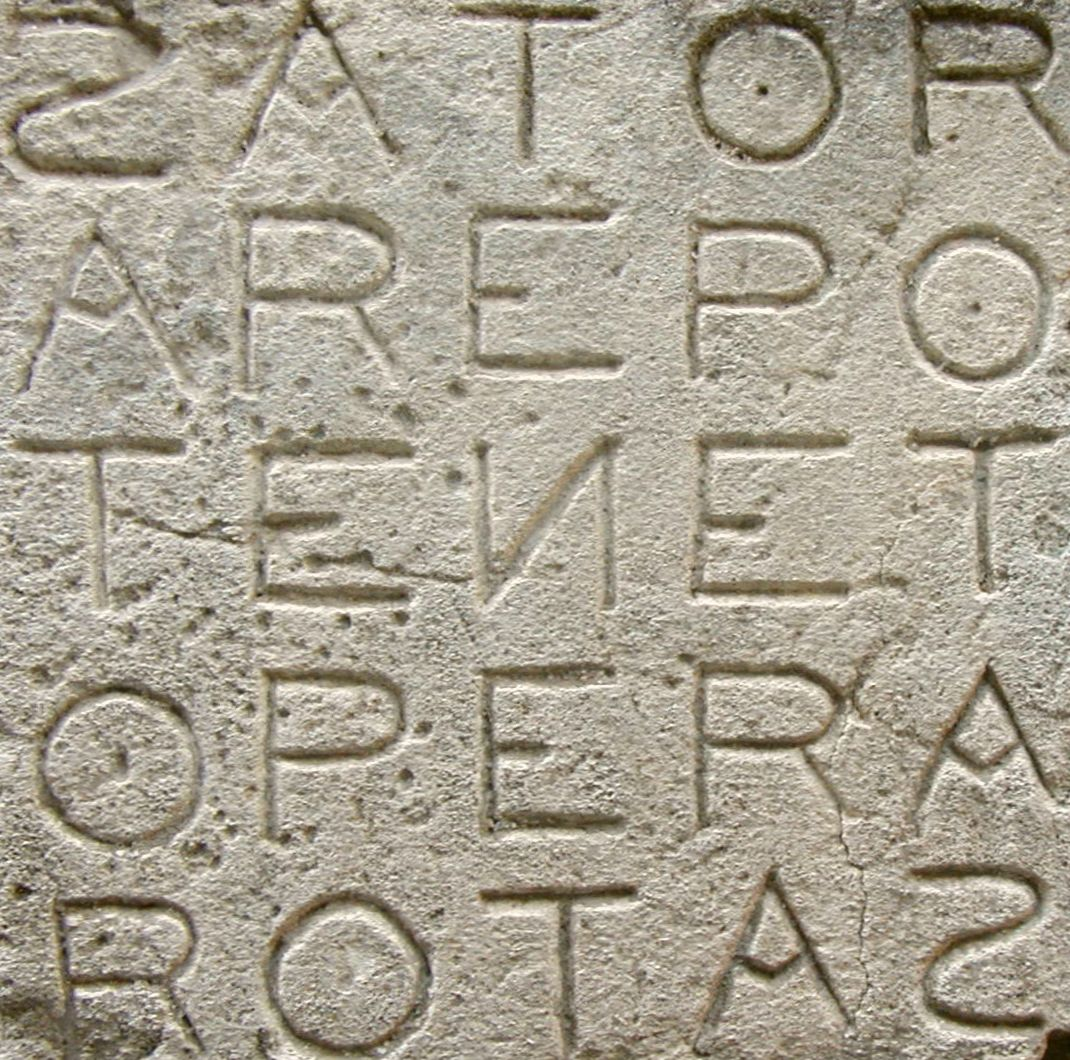
Il Quadrato del Sator a Oppède

Il palindromo (dal greco antico πάλιν?, pálin, "di nuovo" e δρóμος, drómos, "percorso", col significato "che può essere percorso in entrambi i sensi") è una sequenza di caratteri che, letta al contrario, rimane invariata. Per esempio, in italiano: "Ai lati d'Italia", oppure "Angolo bar a Bologna", o "E le tazzine igienizzatele". Il concetto è principalmente riferito a parole, frasi e numeri. Secondo una leggenda l'inventore e il primo virtuoso del genere sarebbe stato il poeta greco Sotade, vissuto ad Alessandria d'Egitto nel III secolo.
Esiste anche il "palindromo sillabico", vale a dire una parola oppure una frase le cui sillabe, se lette al contrario, sono invariate. Per esempio: "le-ta-le", "Ne-ro-ne", "po-li-po".

## Enigmistica
In enigmistica si tratta di uno schema costituito da un'unica parola o frase e viene sfruttato nei vari giochi con la peculiarità, nel caso degli enigmi in versi, di costituire l'unico esempio di gioco non in parti oltre all'indovinello. L'enigmistica distingue inoltre il concetto di palindromo da quello di bifronte: in quest'ultimo caso la lettura inversa produce ugualmente una parola di senso compiuto, ma diversa da quella originaria. Non sono enigmisticamente validi palindromi costituiti da un aggettivo o da un verbo coniugato, quando isolati.
L'enigmista Stefano Bartezzaghi ha riportato, su suggerimento di un lettore, nella sua rubrica quotidiana Lessico e Nuvole il termine aibofobia, un'immaginaria paura dei palindromi. Il prefisso aibo- non ha alcun significato e la sua funzione, combinato al suffissoide -fobia, è solo quella di rendere palindroma la parola stessa, in modo da poterla leggere indifferentemente dalla prima all'ultima lettera e viceversa. Poiché nessuno ha paura dei palindromi, l'aibofobia è una patologia inesistente. Essendo la parola stessa un palindromo, il termine acquista un significato reale in quanto autoreferenziale. Altro esempio, molto simile, è la parola ainamania.

## Primati e virtuosismi
Si riportano i primati noti, vale a dire quelli pubblicati a stampa.
- Nel 2025 Alessandro Serra ha realizzato la Divina Commedia Palindroma, il testo palindromo più lungo mai scritto in lingua italiana, con un totale di 25.905 lettere. L'opera, composta in versi e ispirata alla struttura e ai contenuti della Divina Commedia di Dante Alighieri, ha superato il precedente record noto per lunghezza di un testo palindromo[3].
- Gabriele de Simon il 21 febbraio 2012 ha concluso la stesura di Vangelo palindromo[4], un palindromo di 6.093 caratteri.
- Georges Perec ha scritto un racconto palindromo di 5.556 lettere, dal titolo 9691, EDNA' D NILUOM UA CEREP SEGROEG[5].
- Giuseppe Varaldo ha scritto un testo palindromo intitolato Penelope di 1.041 lettere[6] ed un racconto immaginario palindromo intitolato 11 luglio 1982 dedicato alla vittoria dell'Italia ai campionati mondiali di calcio in Spagna nel 1982, la cui lunghezza è di 4.587 lettere[7].

## Palindromi nell'arte visiva
L'artista svizzero André Thomkins (1938 - 1985) nel 1968 ha realizzato l'opera in ceramica "32 palindromi", con iscrizioni e cornici bianche su sfondo blu collocate sui muri d'ingresso del Ristorante Spoerri a Düsseldorf, pensato dall'amico e artista Daniel Spoerri come allestimento per le opere di Eat Art. I "32 palindromi" arredano anche i muri esterni della casa-atelier del Giardino di Daniel Spoerri a Seggiano in Toscana.
Nel 2020 è uscito l'undicesimo lungometraggio di Christopher Nolan, Tenet, la cui sceneggiatura combina il concetto del 'palindromo' con lo scorrimento lineare temporale degli eventi, creando così una nuova forma di paradosso del viaggio nel tempo.

## Toponimi palindromi
Alcuni toponimi italiani palindromi sono: Adda, Ala (TN), Ara (NO), Ateleta (AQ), Onano (VT), Onno (LC), Orero (GE), Siris (OR).

## Altro
Il nome del gruppo svedese ABBA, oltre ad essere un acronimo, è anche un palindromo. Nel 1975, la canzone S.O.S. degli ABBA fu la prima canzone dal titolo palindromo registrata da un gruppo con un nome palindromo a raggiungere alte posizioni nelle classifiche di vendita.